# Le Vieil-Dampierre
Le Vieil-Dampierre ist eine französische Gemeinde mit 106 Einwohnern (Stand 1. Januar 2022) im Département Marne in der Region Grand Est. Sie gehört zum Arrondissement Châlons-en-Champagne.
Die Gemeinde Le Vieil-Dampierre liegt an der oberen Ante am Südwestrand der Argonnen, zwölf Kilometer südlich von Sainte-Menehould. Sie ist umgeben von folgenden Nachbargemeinden:
| Dampierre-le-Château | Sivry-Ante                                  | Le Chemin       |
| Dommartin-Varimont   | Kompassrose, die auf Nachbargemeinden zeigt | Seuil-d’Argonne |
| Épense               | La Neuville-aux-Bois                        | Les Charmontois |

## Bevölkerungsentwicklung
| Jahr      | 1962 | 1968 | 1975 | 1982 | 1990 | 1999 | 2008 | 2018 |
| --------- | ---- | ---- | ---- | ---- | ---- | ---- | ---- | ---- |
| Einwohner | 126  | 120  | 94   | 107  | 94   | 103  | 101  | 111  |